# خشخاش دوكيني
الخشخاش الدوكيني (باللاتينية: Papaver decaisnei) هو نوع نباتي ينتمي إلى جنس الخشخاش من الفصيلة الخشخاشية.

## الموئل والانتشار
موطنه بلاد الشام ومصر وشرق المغرب العربي.